# ヴァレンツァ
ヴァレンツァ（伊: Valenza）は、イタリア共和国ピエモンテ州アレッサンドリア県にある、人口約1万9000人の基礎自治体（コムーネ）。
トリノの約80km東、アレッサンドリアの約11km北に位置する。

## 地理

### 位置・広がり
| 隣接するコムーネは以下の通り。括弧内のPVはパヴィーア県所属を示す。 - アレッサンドリア - バッシニャーナ - ボッツォレ - フラスカローロ (PV) - ジャローレ - ミラベッロ・モンフェッラート - ペチェット・ディ・ヴァレンツァ - ポマーロ・モンフェッラート - サン・サルヴァトーレ・モンフェッラート - スアルディ (PV) - トッレ・ベレッティ・エ・カステッラーロ (PV) |

### 地震分類
イタリアの地震リスク階級 (it) では、4 に分類される
。

## 歴史
紀元前2世紀、ローマ共和国がこの地に有ったリグリア人の要塞を占領した。
「Forum Fulvii Valentinum」と呼ばれるフォルム(公共広場)となり、裁判所と市場が置かれた。
480年に西ローマ帝国が滅亡すると、住民の殆どが丘から現在の街の有る場所に移住した。
街はブルグント人に破壊され、ランゴバルド人に支配された。
フランク王国が北イタリアを征服すると、モンフェッラート侯国の一部となった。
1370年、ガレアッツォ1世・ヴィスコンティ率いるミラノ公国に征服された。
1499年と1515年に、フランス軍に征服された。
1521年、カール5世 (神聖ローマ皇帝)率いるスペイン軍に征服された。
1523年、フランス軍に征服されたが、数年後にカール5世に返還された。
1557年、フランスに降伏した。
1559年、カトー・カンブレジ条約でスペインに割譲された。
1635年、三十年戦争の中で、フランス・パルマ公国・サヴォイア公国連合を相手に60日間抵抗した。
1641年、フランス・スペイン戦争の中で再びフランス軍に包囲された。
1656年、70日間の包囲の後にフランス・サヴォイア・モデナ＝レッジョ公国連合軍に降伏した。
1696年、フランス・サヴォイア連合軍に包囲されたが耐え抜いた。
1707年、スペイン継承戦争の中で、ヴィットーリオ・アメデーオ2世率いるサヴォイア公国に征服された。
1861年にはイタリア王国の一部となった。

## 姉妹都市
- ロッカ・インペリアーレ、イタリア